# 阿部清

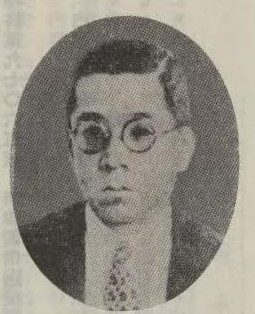
阿部清

阿部 清（あべ きよし、1892年（明治25年）6月1日 - 1979年（昭和54年）5月24日）は、大正から昭和時代の電気工学者、通信技術者。工学博士。京都大学名誉教授。

## 経歴
徳島県徳島市蔵本元町に生まれる。徳島県立徳島中学校（現：徳島県立城南高等学校）、第六高等学校を経て京都帝国大学工科大学電気工学科に入学。1918年（大正7年）同校を卒業後、財団法人青柳研究所（現：公益財団法人応用科学研究所）に入る。のち京都大学講師、助教授を経て1940年（昭和15年）教授となった。この間の1935年（昭和10年）に学位論文「特別高圧回路自働遮断器」により 工学博士 （京都帝国大学）の学位を取得している。1955年（昭和30年）退官後は、同志社大学工学部教授、日本放送協会経営委員会委員などを歴任した。藍綬褒章、勲三等旭日中綬章を受章。従四位。逝去後、従三位に昇叙。
戦前は光源、光応用材料、可溶片などの遮断器材料、各種電気応用計測の研究を行う。戦時中は高周波回路用の新たな磁気誘電体の開発を行う。戦後はチタン酸バリウムをはじめとした強誘電体材料の開発や新しい絶縁体の開発などに尽力した。